# Zakrzówek (Lublin)
Zakrzówek is een dorp in het Poolse woiwodschap Lublin, in het district Kraśnicki. De plaats maakt deel uit van de gemeente Zakrzówek.